# Elezioni federali in Canada del 1953
Le elezioni federali in Canada del 1953 si tennero il 10 agosto per il rinnovo della Camera dei comuni.

## Risultati
| Liste                                        | Voti      | %     | Seggi |
| -------------------------------------------- | --------- | ----- | ----- |
| Partito Liberale del Canada                  | 2 731 633 | 48,43 | 169   |
| Partito Conservatore Progressista del Canada | 1 749 579 | 31,02 | 51    |
| Federazione del Commonwealth Cooperativo     | 636 310   | 11,28 | 23    |
| Partito del Credito Sociale del Canada       | 304 553   | 5,40  | 15    |
| Partito Laburista Progressista               | 59 622    | 1,06  | –     |
| Partito Liberal-Laburista                    | 11 380    | 0,20  | 1     |
| Partito Liberal Progressista                 | 8 958     | 0,16  | 1     |
| Altri                                        | 11 939    | 0,21  | 5     |
| Totale                                       | 5 640 938 | 100   | 265   |